# Thomas Pichlmann
Thomas Pichlmann (* 24. April 1981 in Wien) ist ein ehemaliger österreichischer Fußballspieler, der ab 2017 kurzzeitig als American-Football-Spieler aktiv war. Spätestens seit 2018 tritt Pichlmann als Fußballtrainer im Erwachsenenbereich in Erscheinung.

## Karriere als Fußballspieler

### Verein
Thomas Pichlmann wurde am 24. April 1981 in Wien geboren, besuchte jeweils vier Jahre lang die Volksschule sowie die Hauptschule und schloss sein neunten Pflichtschuljahr mit der ersten Klasse einer HTL ab. Danach begann er eine Ausbildung zum Versicherungskaufmann.
Seine Karriere als Fußballspieler begann er im Jahre 1989 in der Jugend des SC Lanzendorf und kam von dieser im Jahre 1991 zum ASV Vösendorf. Von dort kam er 1993 erstmals zum Kooperationsverein SK Rapid Wien und spielte in dieser Zeit abwechselnd für beide Vereine. Danach war er kurzzeitig auch bei den Amateuren des SK Rapid Wien aktiv, brachte es dabei auch zu zwei Bundesligaeinsätzen und wechselte im Jahr 2000 zum First Vienna FC. Nach einem Jahr auf der Hohen Warte übersiedelte er in die Obersteiermark zu DSV Leoben, bei dem er mit Matthias Dollinger den „Babysturm“ bildete. Nach relativ erfolgreichen Jahren in Leoben wechselte Pichlmann zum FC Superfund, wo er im Mai 2005 zuerst aufgrund von Disziplinlosigkeit gekündigt, aber dann wieder unter Vertrag genommen wurde. Thomas Pichlmann erzielte in den drei Jahren beim FC Superfund 18 Bundesligatore. Am 12. Juni 2006 wechselte Pichlmann zum FK Austria Wien, wo er sich im UEFA-Pokal-Rückspiel gegen Legia Warschau verletzte und für rund drei Monate ausfiel.
Von Januar 2008 bis August 2010 spielte Pichlmann für den italienischen Zweitligisten US Grosseto. Ab dem 31. August 2010 spielte Pichlmann für den ehemaligen italienischen Meister Hellas Verona in der Lega Pro Prima Divisione, bei dem er einen Dreijahresvertrag unterzeichnete. Dieser Vertrag wurde am 26. Oktober 2011 für ein weiteres Jahr bis Sommer 2014 verlängert. Thomas Pichlmann stieg im Sommer 2011 mit Hellas Verona in die Serie B auf, beendete die Saison 2011/12 auf Platz vier und scheiterte in der Relegation für den Aufstieg in die Serie A am Drittplatzierten AS Varese 1910. Am 15. Juli 2012 wechselte er leihweise für ein Jahr zu Spezia Calcio.
Am 16. Juli 2013 löste Pichlmann seinen noch ein Jahr laufenden Vertrag mit den Italienern einvernehmlich auf und kehrte wieder zurück in seine Heimat. Er unterschrieb beim SC Wiener Neustadt einen Vertrag für zwei Jahre. Im Jahr darauf ging es jedoch wieder nach Italien, abermals zu US Grosseto. Nach nur einem Jahr verließ er den toskanischen Klub und kehrte zum FC Wacker Innsbruck in die österreichische Erste Liga für die Saison 2015/16 zurück.
Im April 2017 wurde sein Vertrag bei den Innsbruckern aufgelöst. Zur Saison 2017/18 wechselte er zum Regionalligisten SC Schwaz. Im Sommer 2018 wurde er als Spielertrainer des Tiroler Landesligisten SV Götzens verpflichtet. Während er sich selbst bis 2022 immer wieder als Spieler einsetzte, hatte er das Traineramt bis zum Sommer 2024 inne, ehe er durch Michael Opuhac ersetzt wurde. Davor war Pichlmann, der seit Mai 2018 im Besitz der UEFA-B-Lizenz ist, bereits im Nachwuchsbereich des FC Wacker Innsbruck und des SC Schwaz als Trainer tätig gewesen.

### Nationalmannschaft
Thomas Pichlmann war langjähriger österreichischer Nachwuchsnationalspieler und spielte im Jahr 2005 während eines Länderturniers auf Zypern zweimal in der österreichischen A-Nationalmannschaft.

## Erfolge
- 1 × Young Star des Jahres in der Ersten Liga: 2003
- 1 × Österreichischer Pokalsieger: 2006/07
- 1 × Torschützenkönig der Ersten Liga: 2015/16
- 1 × Tiroler Fußballcupsieger: 2017/18

## Karriere als Footballspieler
Nach seiner Vertragsauflösung bei Wacker Innsbruck wurde Pichlmann American-Football-Spieler bei den Swarco Raiders Tirol.

## Familie
Zum Zeitpunkt eines Interviews während seiner Zeit beim FC Superfund war Pichlmann seit 2002 verheiratet und Vater einer Tochter und eines Sohnes.
Im Jahr 2017 kam Tochter Liah zur Welt.